# Valle del Chisone

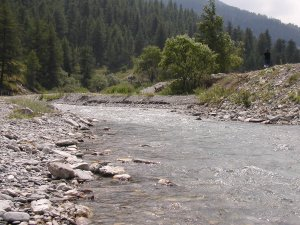
Dolina Chisone

Valle del Chisone – górska dolina w Alpach Kortyjskich, we Włoszech. W długiej na ok. 50 kilometrów dolinie znajdują się dziesiątki miejscowości wypoczynkowych. Ośrodki narciarskie zlokalizowane w Dolinie Chisone były gospodarzami wielu konkurencji narciarskich podczas turyńskich igrzysk. W miejscowości Villar Perosa, leżącej w Dolinie Chisone, w 1866 roku urodził się Giovanni Agnelli – twórca Fiata.